# Nước hoa hồng
Nước hoa hồng là nước có mùi hương từ cánh hoa hồng được chưng cất, đây là phần hydrosol từ công đoạn chưng cất và là sản phẩm phụ của việc sản xuất tinh dầu hoa hồng để sử dụng làm nước hoa. Loại nước này cũng được dùng để tạo hương vị cho món ăn, là thành phần trong một số chế phẩm mỹ phẩm, y tế và các mục đích tôn giáo trên khắp châu Âu và châu Á. Siro hoa hồng (tránh nhầm lẫn với siro tầm xuân) là một loại siro được làm từ nước hoa hồng, có thêm đường và là một loại thực phẩm có thể gây nguy hiểm theo Ark of Taste. Loại mứt hoa hồng Gulkand từ tiểu lục địa Ấn Độ là hỗn hợp siro hoa hồng Mashhad.

## Nguồn gốc

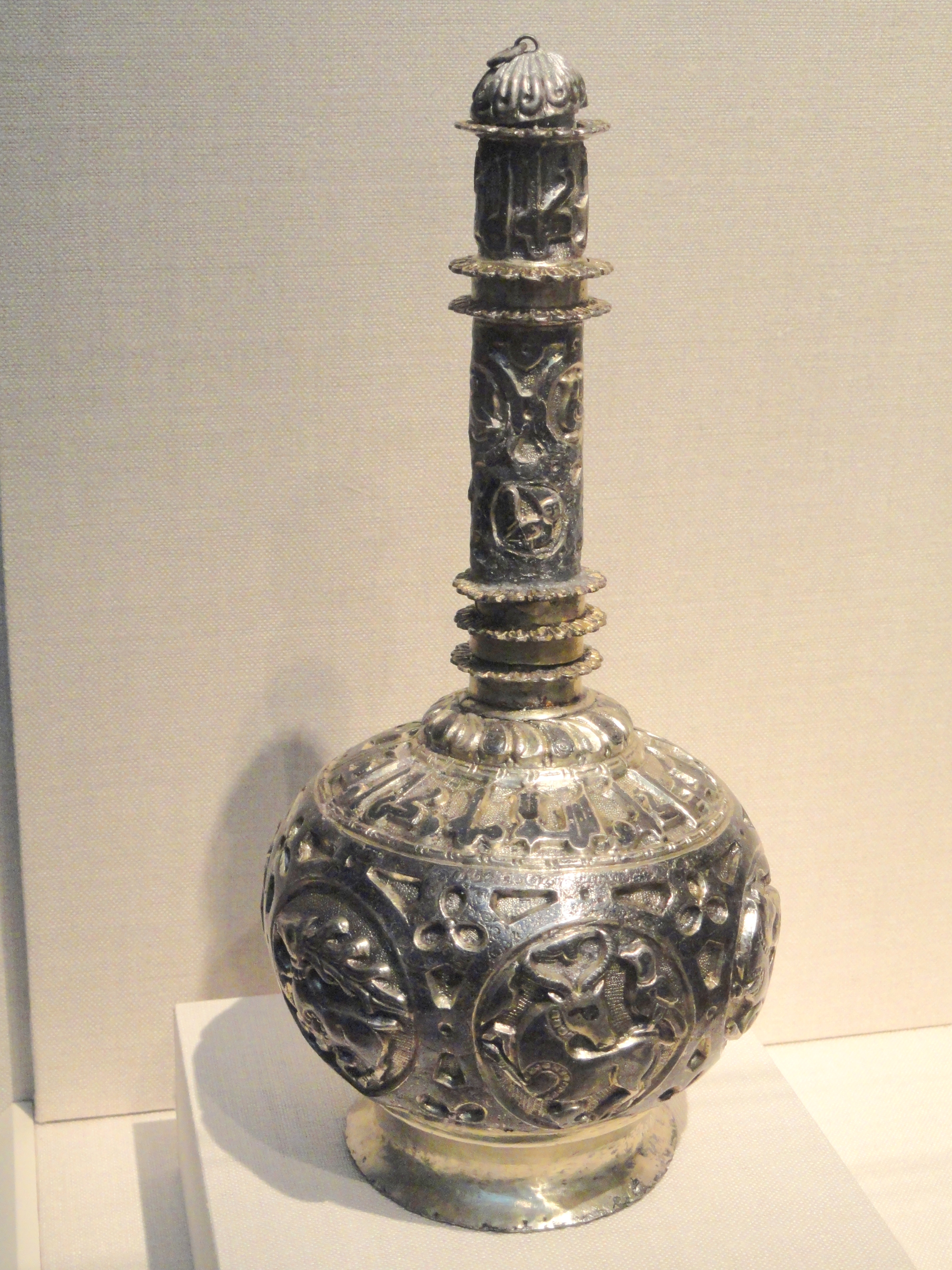
Bình nước hoa hồng thuộc thế kỷ 12 từ Iran (được khảm bằng bạc với vàng và men huyền, Phòng trưng bày nghệ thuật Freer)
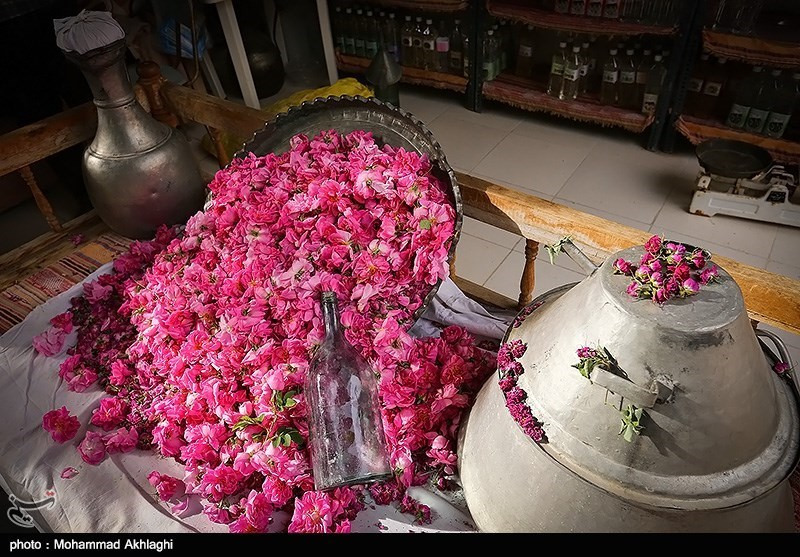
Một xưởng sản xuất nước hoa hồng thủ công nhỏ ở Kashan, Iran

## Hình ảnh

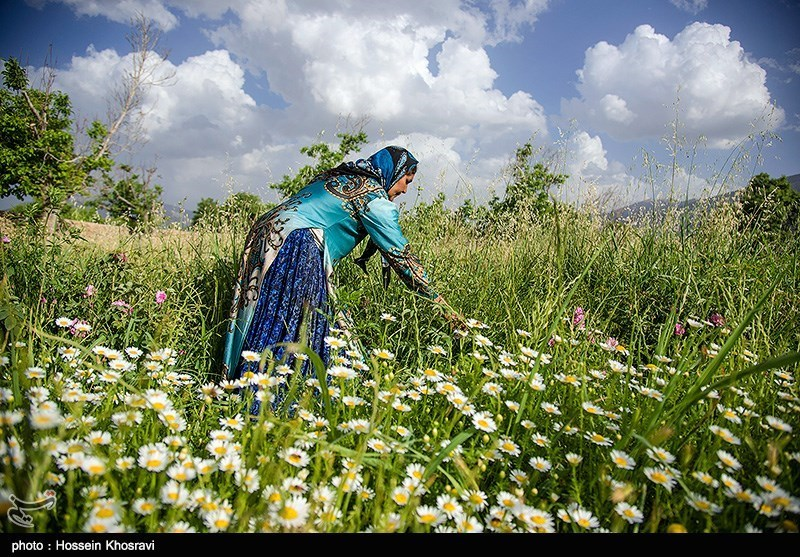
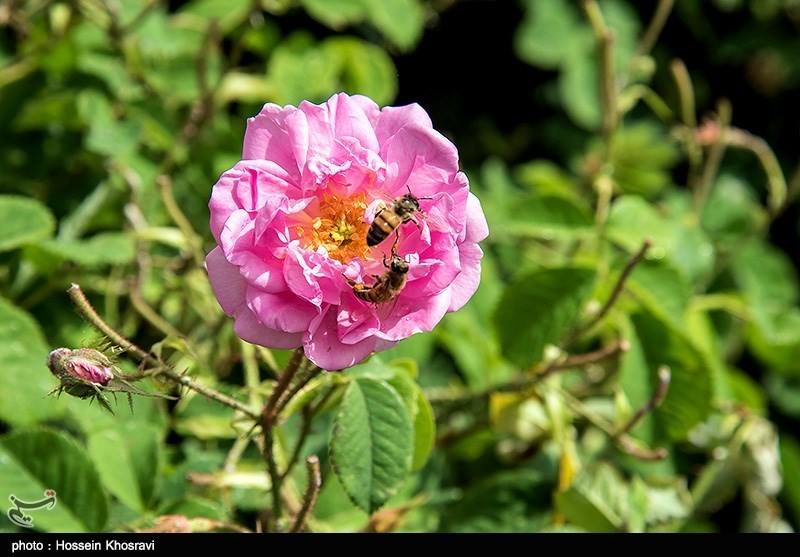
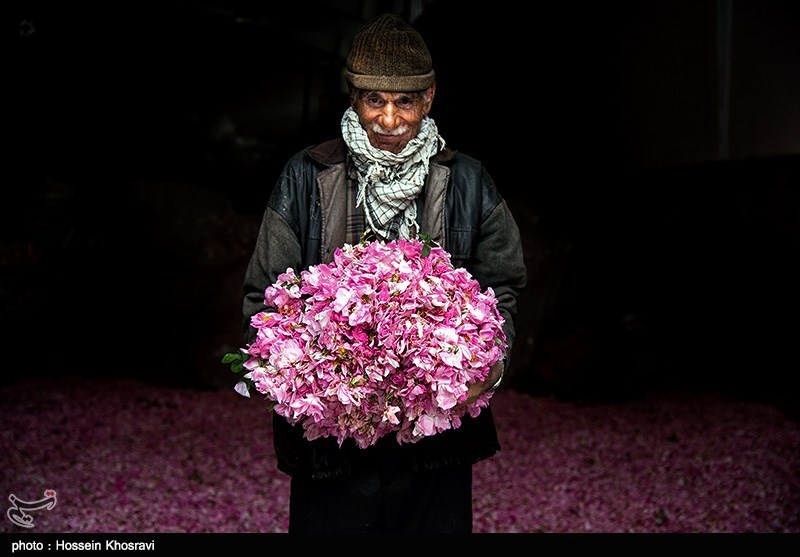
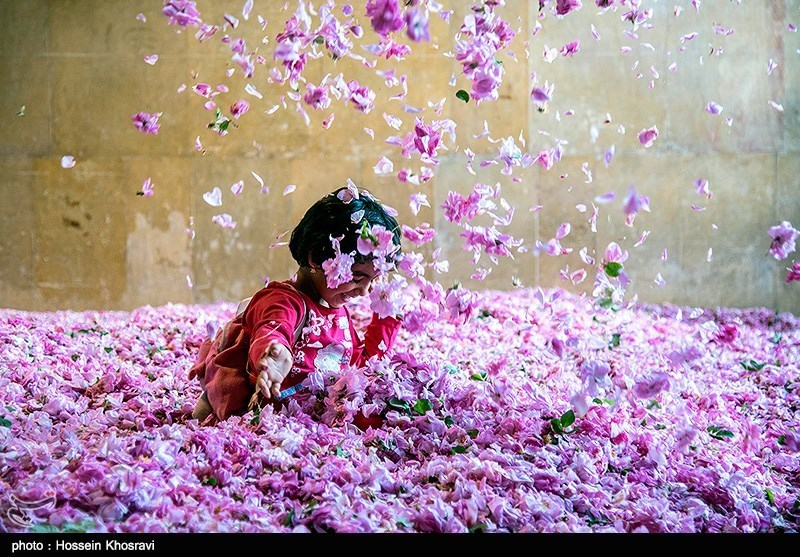
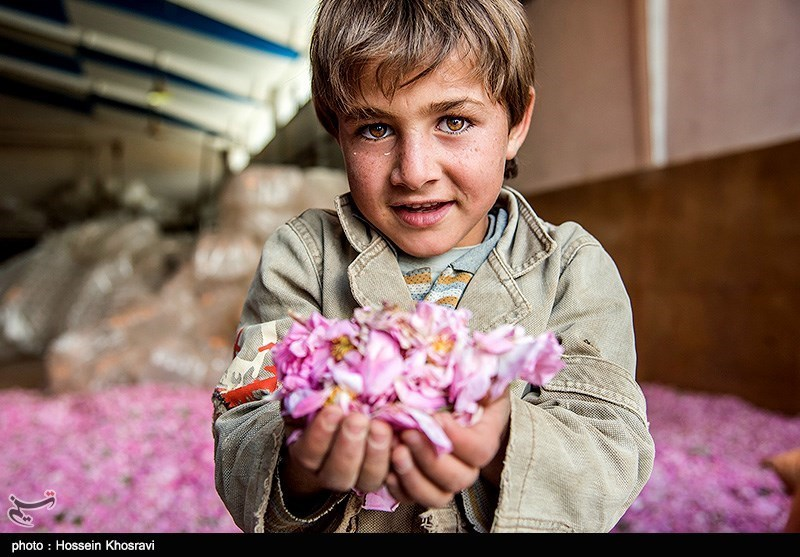
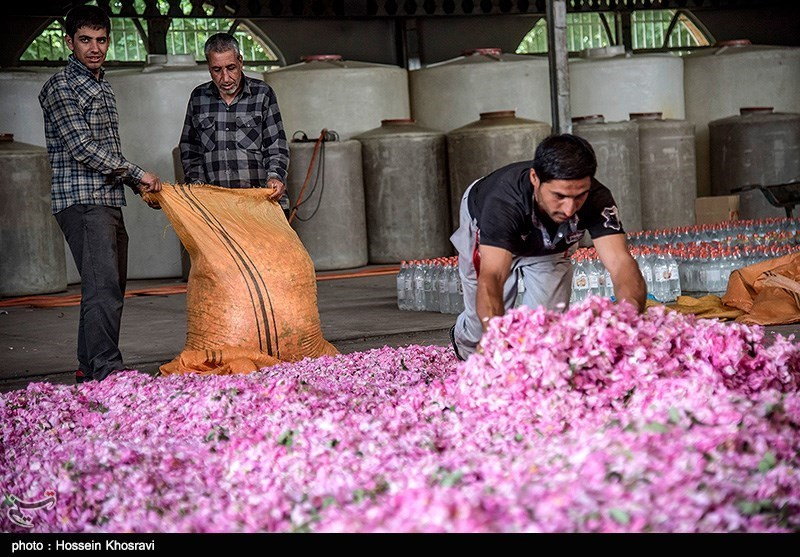
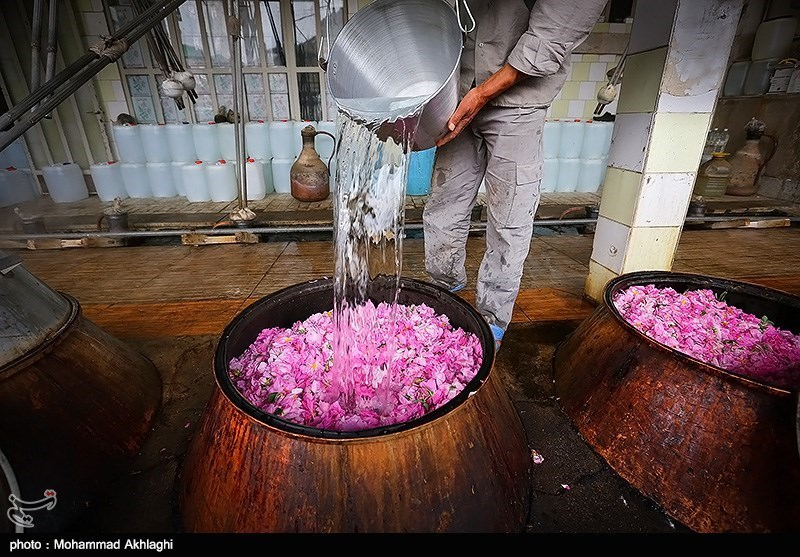
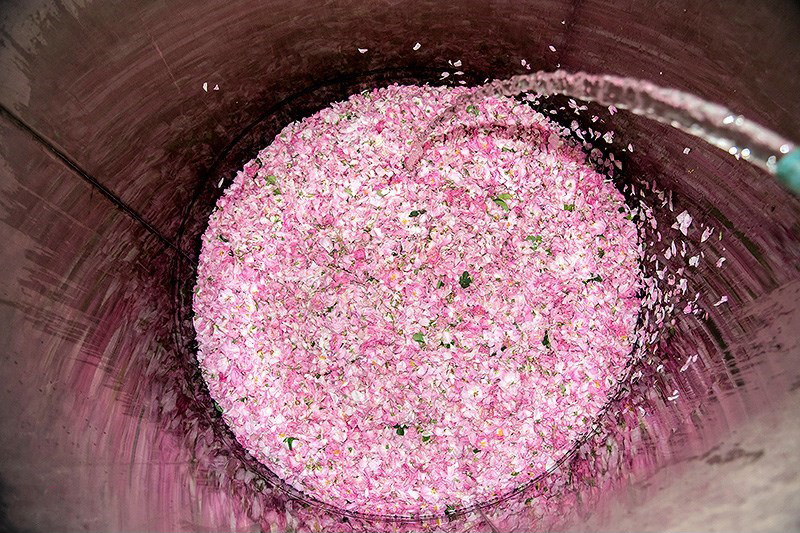
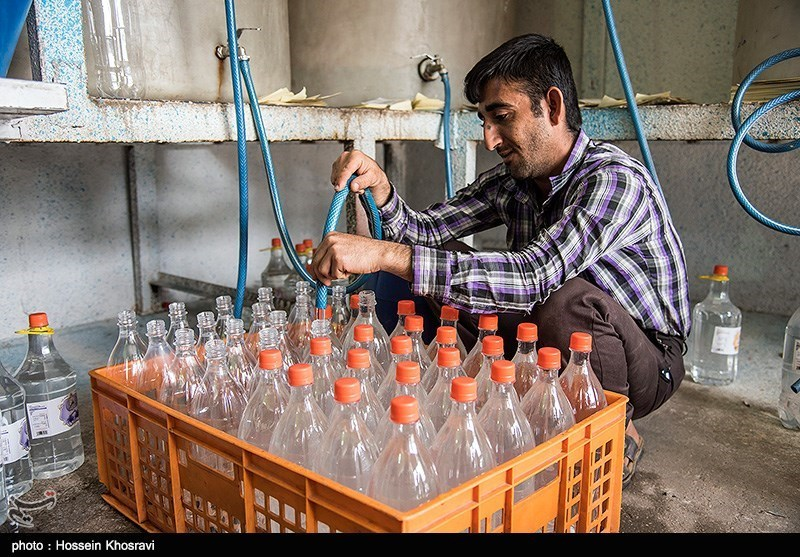
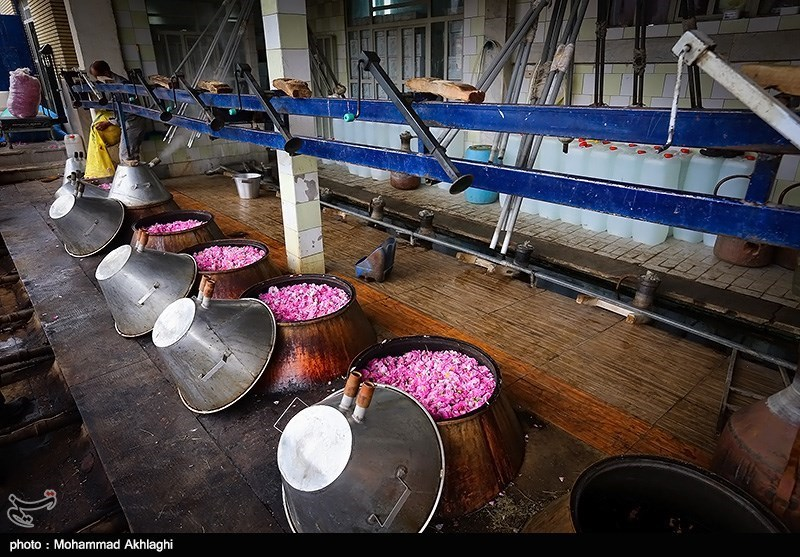
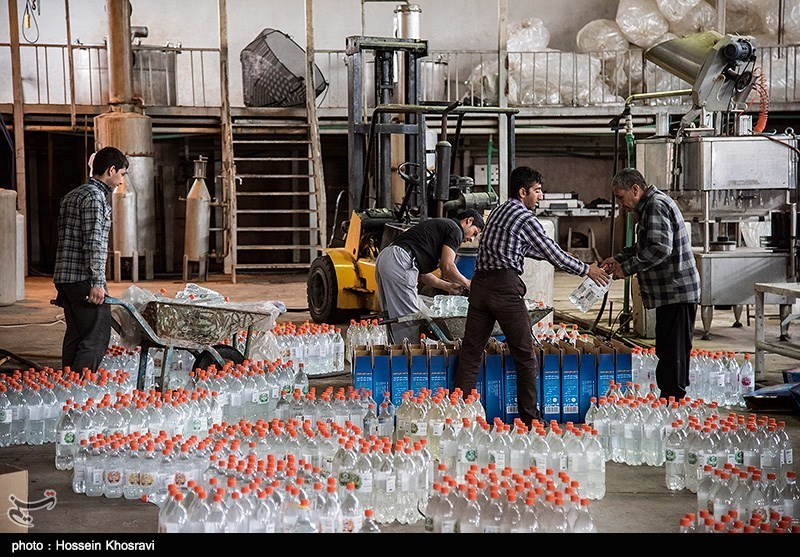
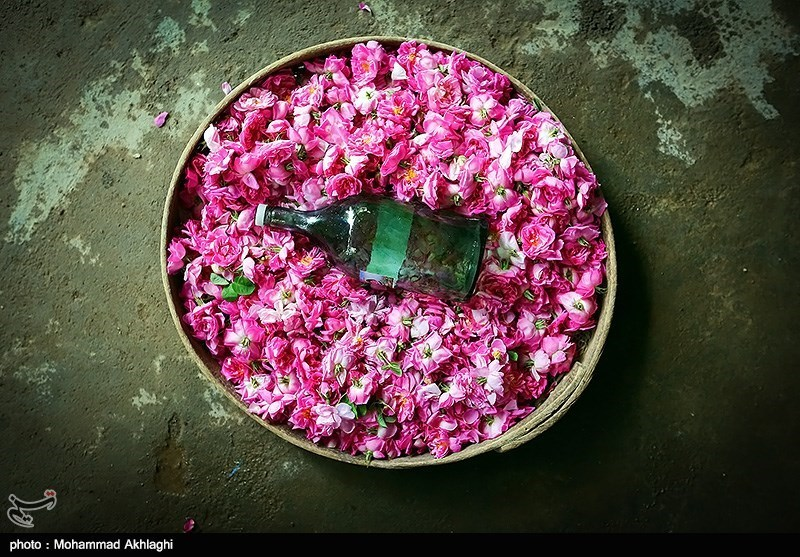